# Ferrari 348
Ferrari 348 (Type F119) — спортивний автомобіль з центральним розташуванням двигуна та задньопривідна, 2-місний спортивний автомобіль від Ferrari SpA, який змінив 328 в 1989 році і виготовлявся аж до 1995 року, коли був замінений на F355.

## Моделі

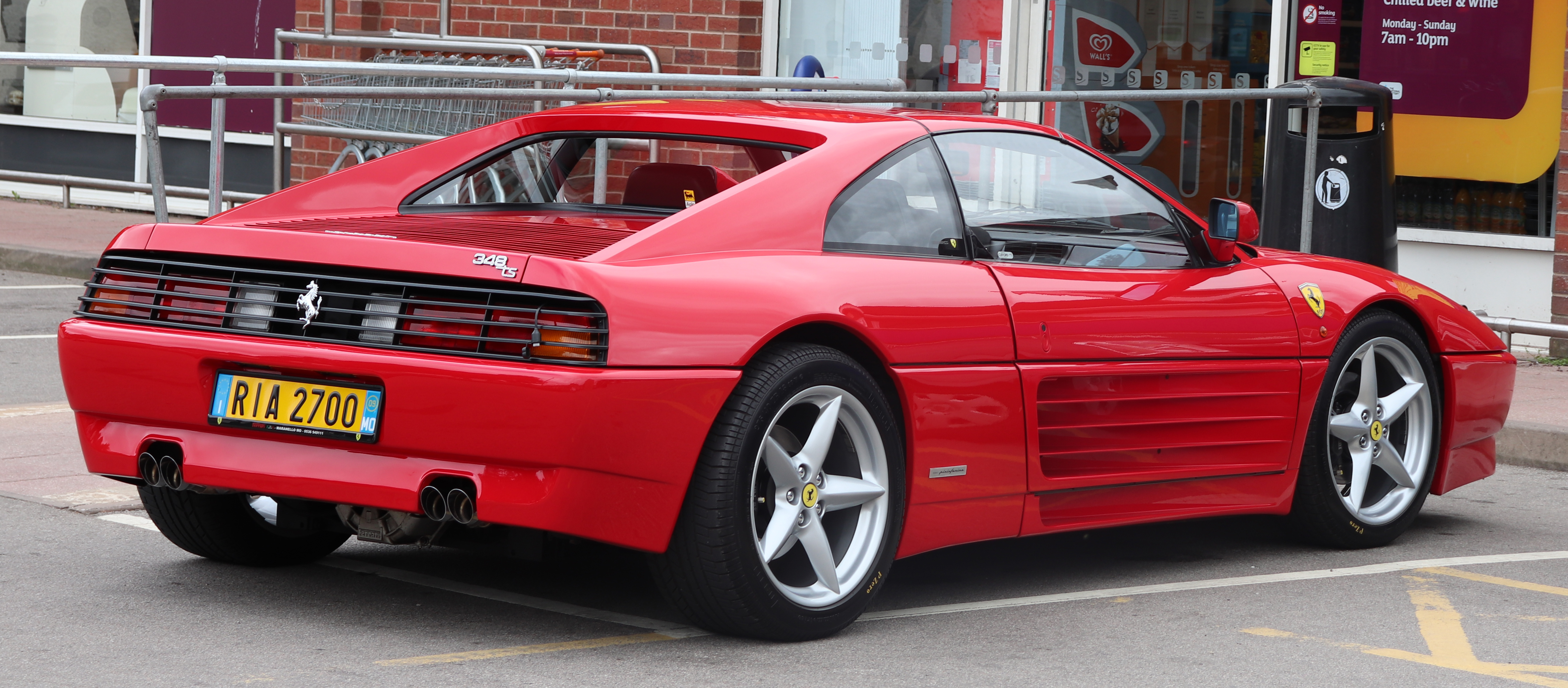

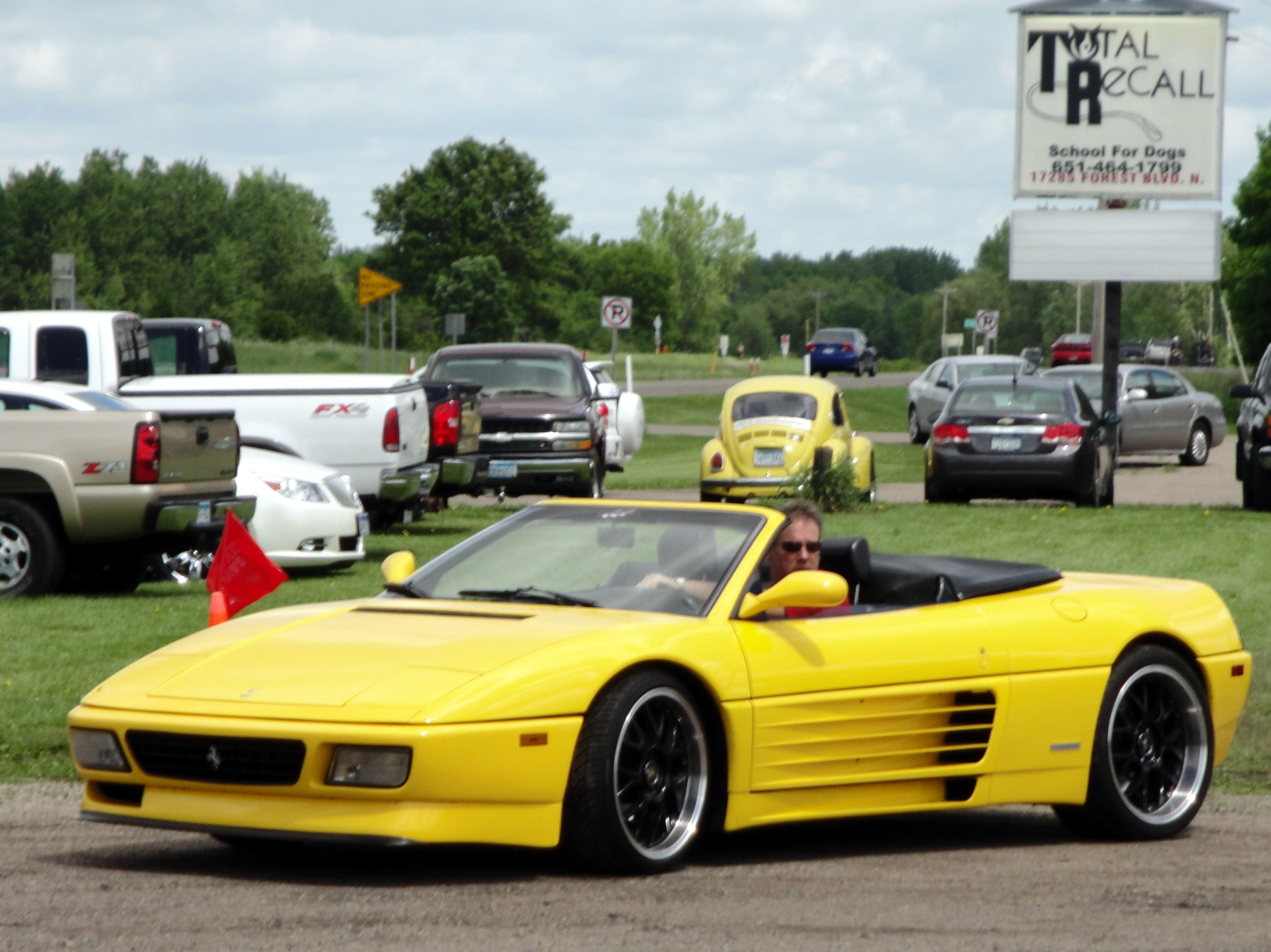
Ferrari 348 Spider

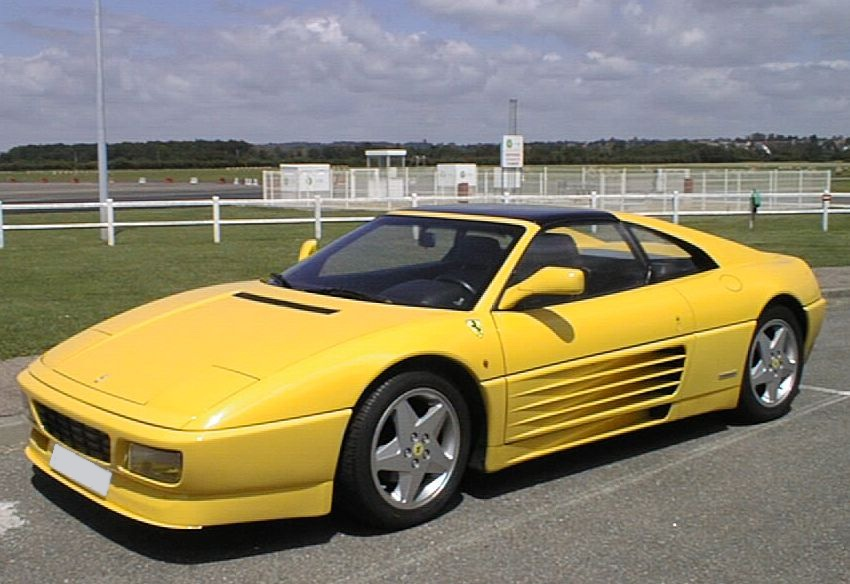
Ferrari 348 TS Targa

Ferrari 348 GTB

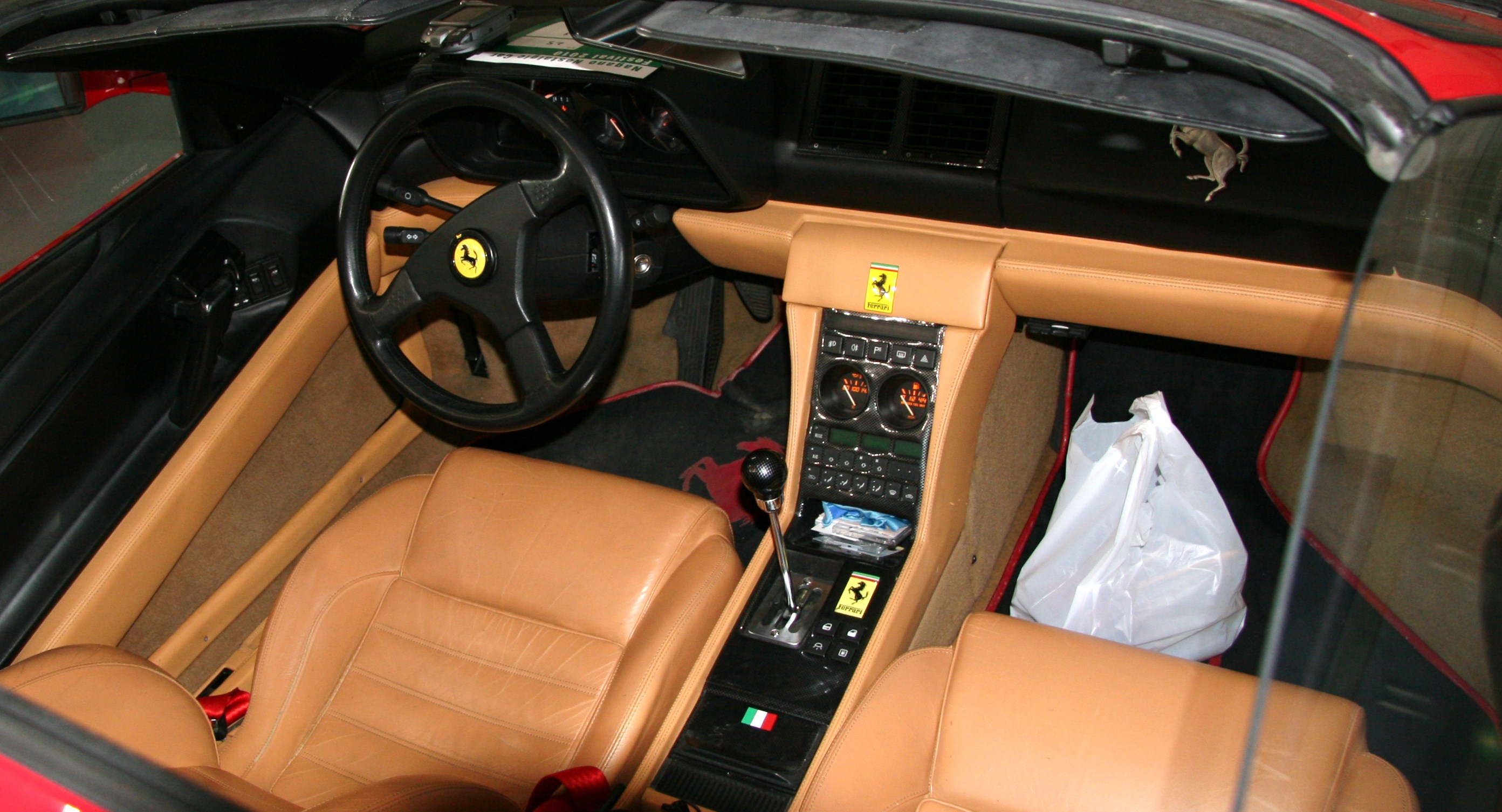

### 348 TB і TS
348 TB і TS
Моделі 348-348 TB (Transversale Berlinetta), 348 TS (Transversale Spider) і 348 SP (Spider) оснащувалися атмосферним двигуном V8 об'ємом 3,4 літра. Як і його попередники, номер моделі був виведений з цієї конфігурації, причому перші дві цифри позначають об'єм двигуна, а третя - кількість циліндрів. Двигун потужністю 310 к.с. був встановлений поздовжньо і з'єднаний з поперечною механічною коробкою передач, такий як у Mondial T, з якої 348 ділили багато компонентів. Буква «T» в назві моделі 348 TB і TS відноситься до поперечного положення редуктора. В цілому було випущено 2 895 примірників 348 ТВ і 4 230 примірників 348 TS.
Стиль 348 відрізнявся від попередніх моделей з бічними повітрозабірниками і прямокутними задніми ліхтарями, що нагадують Testarossa, стилістичними темами, що нагадують F40, найшвидший в той час в світі серійний автомобіль і інші престижні минулі моделі Ferrari. Модель також була остаточним проектом під керівництвом головного стиліста Леонардо Фіораванті, відомого як дизайнер таких моделей як F40, Daytona, 512 Berlinetta Boxer, 288 GTO P5 і P6. F355 прийшов на зміну моделі 348, повернувся до стилю моделі 328 з круглими задніми ліхтарями і закругленими бічними повітряними кульками.
Модель 348 оснащувалася двокомп’ютерним управлінням двигуном з використанням двох моторних блоків управління Bosch Motronic 2.5, подвійними резервними антиблокувальними гальмами і системами самодіагностики і кондиціонування повітря і опалення. Пізні версії (з 1993року  і далі) мають японські стартерні двигуни і генератори Nippondenso для підвищення надійності, а також батарею, розташовану в передньому лівому крилі для кращого розподілу ваги.
Американські специфікації 348 мають системи управління двигуном OBD-I, хоча європейські варіанти не поставляються з кнопкою самотестування, яка необхідна для активації цієї функції пошуку та усунення несправностей.
Подібно Testarossa, але відходячи від 512 BB і 308/328, масляні радіатори та радіатори охолодження були переміщені з носа в сторону, значно розширивши бічну частину автомобіля, але значно полегшивши охолодження кабіни, оскільки шланги, що підводять теплу воду, більше не проходять під кабіну, як в старих фронтальних радіаторах. Це також мало побічна дія, зробивши двері дуже широкими.
Модель 348 була оснащена масляною системою сухого скидання для запобігання голодування масла на високих швидкостях і при проходженні важких поворотів. Точну перевірку рівня масла на масломірному щупі можна було проводити тільки при працюючому двигуні. Модель 348 оснащувалася регульованою по висоті підвіскою і знімною задньою підрамником для прискорення демонтажу двигуна в цілях технічного обслуговування.

### 348 GTB, GTS, Spider
Наприкінці 1993 року модель 348 була переглянута і отримала вищу потужність, на цей раз 310 к.с. (США) і 320 к.с. від того ж 3,4-літрового двигуна, з поліпшеною системою управління двигуном - Bosch Motronic 2.7 і нової вихлопною системою.
Переглянуті моделі отримали назви 348 GTB (252 примірників) і GTS (137 примірників) і були представлені широкій публіці у вигляді 348 GT, оснащеного двигуном F119H (на відміну від оригінальних F119D і US F119G). Двигун F119H мав підвищений ступінь стиснення 10,8:1 в порівнянні з двигунами F119D і F119G - 10,4:1, більш високі пленуми впуску, збільшений клапан компенсації впуску, збільшений тиск палива з 3,4 бар до 3,8 бар і різні моменти роботи розподільного вала.
Для цих моделей кришка двигуна і нижньому краї кузова були чорного кольору, а кольори кузова, а ширина заднього колеса була на дюйм ширшою, так як внутрішня поверхня установки задніх коліс була товстішою. Геометрія підвіски була змінена, що значно поліпшило керованість, керованість і маневреність кузовом. Паливний бак був також менше (88 л), що дозволило знизити загальну вагу і звільнити місце для підвищення жорсткості шасі.
Варіант 348 Spider також був представлений відповідно до поступової відмови від моделі Mondial Cabriolet. Випущено 1090 одиниць спайдерів.

### 348 GT Competizione
У 1993 році Ferrari представила полегшений варіант 348 GT Competizione, як схвалену версію для участі в чемпіонаті GT. Устаткування для забезпечення безпеки, таке як набір інструментів, було перенесено з 348 Challenge. Гальмівна система була створена на базі моделі F40 Evoluzione. В автомобілі також модифікували гоночну підвіску і вихлопну систему. Потужність двигуна складала 320 к.с. при 7000 об/хв, що відповідає серійному двигуну F119H. Всього випущено 50 моделей, в тому числі 8 моделей з правостороннім керуванням. Серед особливостей - спеціально обрізане кермове колесо, що показує нумераційну послідовність при виробництві 50 автомобілів, 5-спиць 18-дюймові колеса Speedline конкурентного класу і сидіння з тканини з кевларовой структурою для зниження ваги. Ще одним фактором зниження ваги став вуглецевий композитний кевлар, який використовувався для переднього і заднього бамперів, а також дверей і легке полікарбонатне заднє скло. Додаткові елементи внутрішньої обробки, такі як пороги дверей, виконані з вуглецевого кевлара, а також були видалені такі елементи інтер'єру, як кондиціювання повітря та звукоізоляційні матеріали. В результаті цих змін суха вага склав 1 180 кг (2 601 фунт). Для поліпшення характеристик кінцева передача в коробці передач була змінена на 25/27 передавальне число.

## Загальні характеристики
Ferrari 348 під маркою 348 TB для купе (Berlinetta) і 348 TS (Spider) для версії Targa, має атмосферний 3,4-літровий двигун V8 з 4-клапанами на циліндр, який був спочатку виготовлений для спортивного автомобіля Ferrari 288 GTO. Як і в його попередників, номер моделі був отриманий з цієї конфігурації, перші дві цифри якого є об'єм двигуна і третя — число циліндрів. Двигуном 3.4 л Tipo F119 V8, який виробляє 300 к. с. (224 кВт), був встановлений поздовжньо і з'єднаний з поперечною механічною коробкою передач, як в Mondial, з якою 348 мала багато спільних компонентів. Це суттєва зміна для Ferrari, з більшості попередніх невеликих Феррарі, допомогла поперечно розташувати двигун з поздовжньою передачею. "T" в назві моделі 348 TB і TS відноситься до поперечного розміщення коробки передач. Загалом було виготовлено 2895 348 TB і 4230 348 TS. Ferrari 348 оснащено подвійним комп'ютерним керуванням двигуна, використовуючи подвійний Bosch Motronic 2,5 ECU, подвійну анти-блокувальну систему гальм, кондиціонер та опалювальну система. Специфікації 348 для США мають OBD-I системи управління двигуном, хоча європейські варіанти не приходять з самотестування кнопки встановлені, яка необхідна, щоб активувати цю функцію усунення несправностей.

### Двигун
- 3.4 L Tipo F119 V8 300–320 к.с. (224–235 кВт)